# Канюк білобровий
Каню́к білобровий (Leucopternis kuhli) — вид яструбоподібних птахів родини яструбових (Accipitridae). Мешкає в Амазонії. Вид названий на честь німецького зоолога Гайнріха Куля.

## Опис

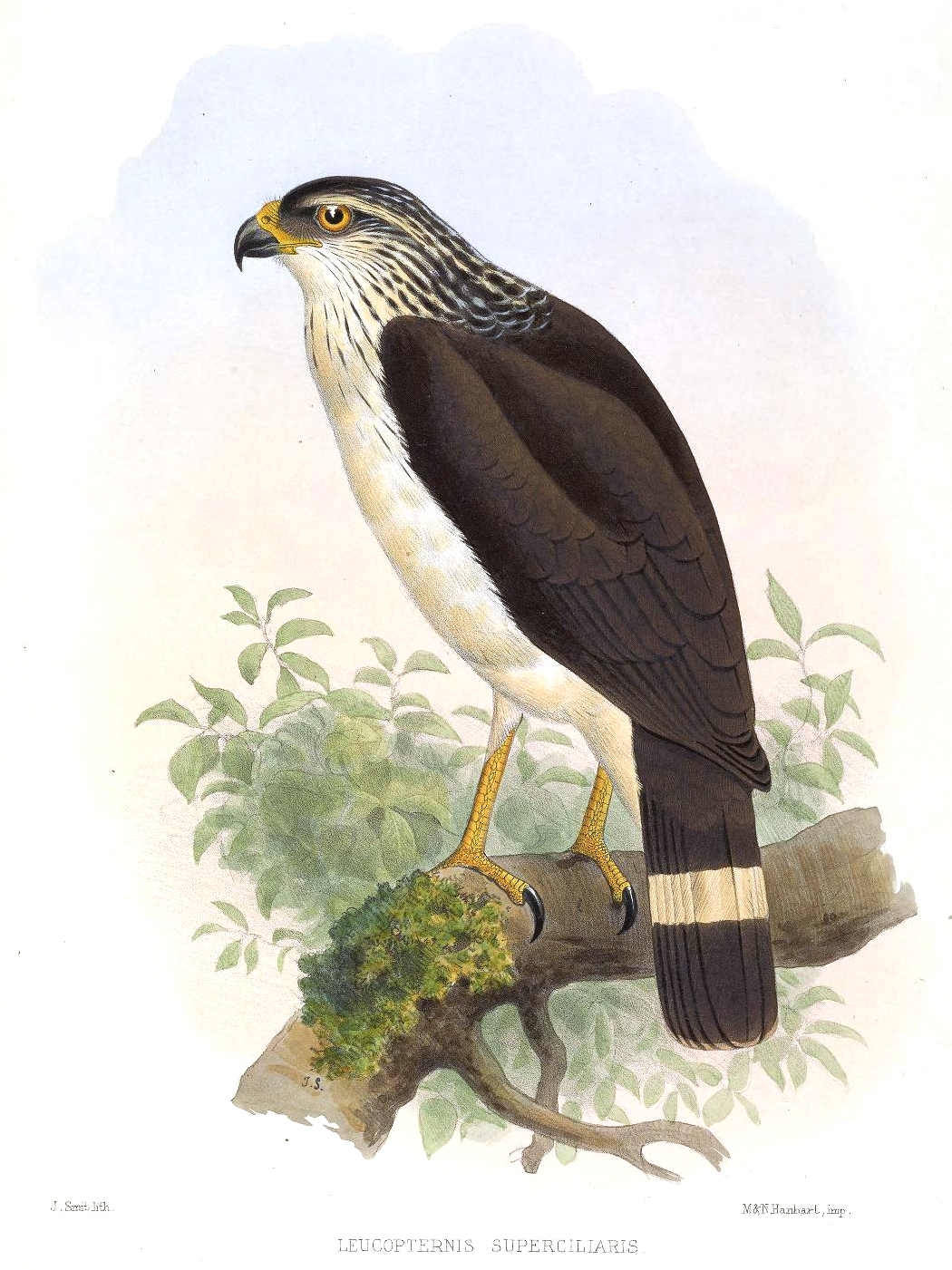
Білобровий канюк

Довжина птаха становить 37-40 см, розмах крил 65-76 см. Самиці є дещо більшими за самців. Верхня частина тіла чорна, нижня частина тіла біла. Над очима чіткі білі "брови", на хвості біла смуга.

## Поширення і екологія
Білоброві канюки мешкають в Бразилії (на південь від Амазонки), на сході Перу та на півночі Болівії. Вони живуть у вологих рівнинних тропічних лісах, на висоті до 600 м над рівнем моря. Імовірно, живляться зміями, ящірками, дрібними птахами і ссавцями.